# سید مصطفی میرسلیم در انتخابات ریاست‌جمهوری ایران (۱۳۹۶)
سید مصطفی میرسلیم برای دوازدهمین انتخابات ریاست جمهوری در تاریخ ۳۱ فروردین ۱۳۹۶ از سوی شورای نگهبان جهت ورود به انتخابات ریاست جمهوری تأیید صلاحیت شد.
وی به عنوان نامزد حزب مؤتلفهٔ اسلامی در انتخابات نام‌نویسی کرد . میرسلیم با شعار «راستی و درستی» و «حق گرفتنی است» در انتخابات شرکت کرد.
در تاریخ ۲۷ اردیبهشت ۱۳۹۶ حزب مؤتلفه اسلامی با صدور بیانه‌ای انصراف مصطفی میرسلیم از انتخابات را به حمایت از ابراهیم رئیسی اعلام کرد. گرچه میرسلیم خود انصرافش از نامزدی را تکذیب کرد. میرسلیم در نهایت در انتخابات شرکت کرد و با ۴۷۸ هزار رای در جای سوم قرار گرفت.

## نامزدی
مصطفی میرسلیم در تاریخ ۲۲ فروردین ماه در اولین دقایق قانونی ثبت نام با حضور در وزارت کشور در انتخابات ریاست جمهوری ثبت نام کرد.

## سفرهای تبلیغاتی

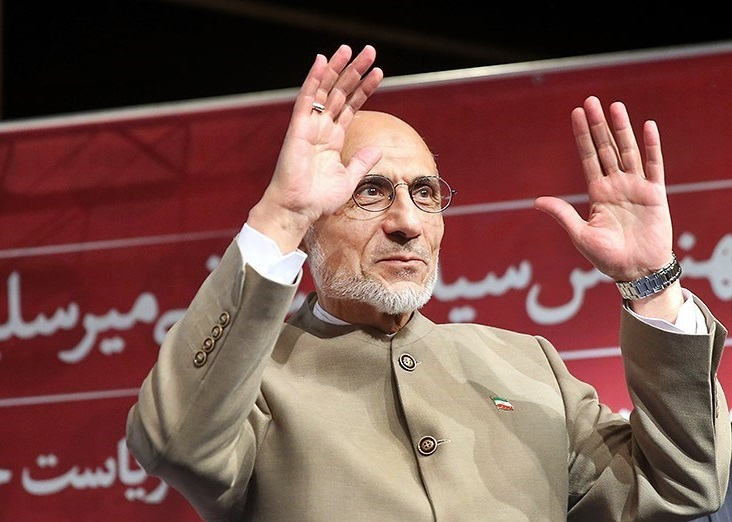
کنفرانس خبری میرسلیم در تهران

- مازندران (۴ اردیبهشت)
- قم (۱۱ اردیبهشت)
- کهگیلویه و بویراحمد (۱۲ اردیبهشت)

## حمایت‌ها

### گروه‌ها
- حزب موتلفه اسلامی[۶]
- جمعی از دانشجویان دانشگاه امام صادق[۷]

### اشخاص
- اسدالله بادامچیان سیاستمدار و عضو شورای مرکزی حزب موتلفه اسلامی
- حسین دهباشی مستندساز و پژوهشگر[۸]